# Trimotorno reaktivno letalo
Trimotorno reaktivno letalo ali trimotorni reaktivec je letalo, ki ga poganjajo trije reaktivni motorji. Prva dvomotorna reaktivna letala so bila omejena na letenje največ 60 minut (ETOPS 60-minutno pravilo) na enem motorju v primeru odpovedi enega motorja. Leta 1964 so dvignili to omejitev za trimotorna letala, ker so bolj varni zaradi doatnega motorja. To je vodilo v razvoj trimotornih letal, ki so bili zelo popularni v 1980ih. Trenutno ni v proizvodnji skoraj nobenega trimotornega reaktivca razen poslovnih letal Dassault Falcon 50, Dassault Falcon 900 in Dassault Falcon 7X. 
Prvi trimotorni reaktivec je bil Hawker Siddeley Trident (1962) in Boeing 727 (1963). V poznih 1970ih in zgodnjih 1980ih  je bilo največ letal v ZDA trimotornih. Med letoma 1985 in 2003 se je znižalo število trimotornih letal z 1488 do 602. Število dvomotornih letal se je v istem obdobju početverilo.
Sredinski motor je največkrat nameščen repu letala. Dovod zraka za sredinski motor je S-dovod, ki je sorazmerno kompliciran in drag dizajn. DC-10 in MD-11 imata direkten vstopnik, ampak ist sistem kot podkrilni motorji. Ta način je lažji za inštaliranjem, vzdrževanje in dostop. 
Slabost trimotornih letal je večja poraba goriva v primerjavi z enako velikimi dvomotorci. Večji so tudi stroški vzdrževanja. Motorji so postali s časom zelo zanesljivi, zato ni potrebe po tretjem motorju. Danes se ne proizvaja velikih potniški letal s tremi motorji.

## Najbolj znani trimotorni reaktivci
- Boeing 727, najbolj proizvajano trimotorno letalo
- Boeing X-48
- Dassault Falcon 50
- Dassault Falcon 900
- Dassault Falcon 7X
- Hawker Siddeley Trident
- Lockheed L-1011 TriStar
- Martin XB-51
- McDonnell Douglas DC-10
- McDonnell Douglas MD-11, največje trimotorno letalo
- Tupoljev Tu-154
- Jakovljev Jak-40
- Jakovljev Jak-42

Podobna kategorija so trimotorna batna letala, medtem ko so trimotorna turbopropelerska redka oziroma jih sploh ni. Obstajajo tudi trimotorni helikopterji Sikorsky CH-53E Super Stallion, ki ga poganjajo trije turbogredni motorji.